# Animal Logic
Animal Logic est une entreprise d'effets spéciaux implantée au Building 54 des Fox Studios, dans la ville de Sydney en Australie. Fondée en 1991, la principale ambition d'Animal Logic a été de participer à l'élaboration des meilleurs effets visuels possibles pour la publicité et les émissions télévisées, bien que cette entreprise ait également travaillé pour des clients tels que Cartoon Network.
Ensuite, l'entreprise participa à l'élaboration des effets visuels des principaux films à gros budget, comportant entre autres Le Seigneur des anneaux, Moulin Rouge, Matrix, Babe 2 (travaillant alors pour la première fois avec George Miller), Hero, Le Secret des poignards volants, La Planète des singes, Harry Potter et la Coupe de feu, World Trade Center, 300, et Le Royaume de Ga'hoole.
En 2002, Animal Logic réalisa Happy Feet, avec George Miller, son premier long métrage d'animation ; le film reçut l'Oscar du meilleur film d'animation. Sorti aux États-Unis le 17 novembre 2006, ce projet fit s'étendre la société de manière significative, celle-ci allant jusqu'à recruter pour l'occasion  plus de 300 artistes et techniciens venant de tous les pays du monde.
Conçu également par Animal Logic, le vidéo-clip de la chanson “Under the Cherry Tree”, de Telemetry Orchestra, fut récompensé en 2007 à New York.
L'entreprise a annoncé avoir fait acquisition de la toute dernière suite logicielle d'effets spéciaux, Nuke, regroupant ainsi en un seul outil certains logiciels qu'elle utilisait déjà.

## Filmographie
- 300 de Zack Snyder
- Le Royaume de Ga'hoole de Zack Snyder
- Sucker Punch de Zack Snyder